# Sânmihaiu Almașului (gmina)
Sânmihaiu Almașului – gmina w Rumunii, w okręgu Sălaj. Obejmuje miejscowości Bercea, Sânmihaiu Almașului i Sântă Măria. W 2011 roku liczyła 1617 mieszkańców.